# Davide Simoncini
Davide Simoncini (* 30. August 1986 in San Marino) ist ein san-marinesischer Fußballspieler auf der Position eines Innenverteidigers. Er ist aktuell für SP Tre Fiori und die san-marinesische Fußballnationalmannschaft aktiv.

## Karriere

### Verein
Simoncini begann seine Fußballkarriere in der Jugend des AC Libertas in der Gemeinde Borgo Maggiore. Hier gab er in der Saison 2005/06 sein Profidebüt im Campionato Sammarinese und gewann an der Seite von Damiano Vannucci und Michele Ceccoli den Coppa Titano. Im Finale um die Trofeo Federale musste er sich mit der Mannschaft jedoch den SS Murata mit 1:2 geschlagen geben. Nach seinem Wechsel zum unterklassigen italienischen Verein Santa Giustina am Ende der Saison 2006, folgten weitere kurze aber erfolglose Stationen bei Valleverde Riccione und Torconca Cattolica. Im Jahr 2009 verließ er Italien und schloss sich erneut seinen Jugendverein AC Libertas in San Marino an. 2012 wurde er erstmals san-marinesischer Vizemeister und nahm mit der Mannschaft an der ersten Runde UEFA Europa League teil. Zusammen mit seinem Bruder Aldo Simoncini bestritt er Hin- und Rückspiel gegen den nordmazedonischen Verein FK Renova Džepčište, die jedoch beide mit 4:0 verloren gingen. 2014 gewann er mit den Verein das Double aus Coppa Titano und der Supercoppa und nahm in folgejahr erneut UEFA Europa League teil. Beide Spiele gegen den bulgarischen Verein Botev Plovdiv gingen jedoch verloren. 2020 verließ er den Verein nach 156 Pflichtspielen und schloss sich den Ligakonkurrenten SP Tre Fiori an, wo er erneut mit seinem Bruder zusammenspielte. 2022 gewann er mit den Verein seinen dritten Coppa Titano.

### Nationalmannschaft
Sein Debüt für die san-marinesische Fußballnationalmannschaft gab Simoncini am 16. August 2006 im Freundschaftsspiel gegen die Auswahl von Albanien. Er nahm an Qualifikationsspielen zur Fußball-Weltmeisterschaft (2010, 2014, 2018, 2022) und der Europameisterschaft (2008, 2012, 2016, 2020) teil, konnte jedoch bisher keine nennenswerten Erfolge erzielen. Zudem war Simoncini Teilnehmer an der UEFA Nations League (2018/19, 2020/21). Seinen bisher letzten Einsatz im Trikot der Nationalelf absolvierte er am 12. Oktober 2021 gegen die Mannschaft aus Andorra. Seit 2017 ist er Kapitän der Nationalmannschaft. Mit 69 Länderspielen steht er auf Platz 3. der Liste der ewigen Länderspieleinsätze für die San-marinesische Fußballnationalmannschaft.

### Erfolge
Verein
- San-marinesischer Pokalsieger: 2006, 2014, 2022
- San-marinesischer Supercup: 2014